# Tolkskolan och underrättelseassistentskolan
Tolkskolan och underrättelseassistentskolan, TSUS, var en del av den svenska försvarsmaktens underrättelse- och säkerhetscentrum. Sedan 2007 heter skolan Tolkskolan. TSUS utbildade underrättelseassistenter, vilka utbildas i underrättelsetjänst för att verka i staber i insatsorganisationen och förhörsledare/tolkar som läser ryska och arabiska. Från och med 2008 genomförs även utbildning i persiska. Sedan hösten 2008 utbildas inga värnpliktiga underrättelseassistenter.